# Oedodera marmorata
Oedodera marmorata is een hagedis die behoort tot de gekko's en de familie Diplodactylidae.

## Naam en indeling
De wetenschappelijke naam van de soort werd voor het eerst voorgesteld door Aaron Matthew Bauer, Todd Jackman, Ross A. Sadlier en Anthony Hume Whithaker in 2006. In oudere literatuur is deze soort nog niet bekend. Ook het geslacht Oedodera werd beschreven door Bauer, Jackman, Sadlier Whithaker in 2006, de soort is tegenwoordig de enige vertegenwoordiger van deze monotypische groep.
De geslachtsnaam Oedodera betekent vrij vertaald 'gezwollen nek', verwijzend naar het ontbreken van een duidelijk insnoering tussen het lichaam en de kop. De soortaanduiding marmorata betekent 'gemarmerd' en slaat op de lichaamstekening.

## Uiterlijke kenmerken
Het is een kleine soort met een lichaamslengte tot 6,1 centimeter exclusief staart. De staartlengte is gemiddeld 93 procent van de lichaamslengte.

## Verspreiding en habitat
De gekko komt endemisch voor in Nieuw-Caledonië en komt hier alleen in het noordwesten voor. De habitat bestaat uit vochtige tropische en subtropische bossen en vochtige tropische en subtropische scrublands. De soort is aangetroffen op een hoogte van ongeveer 10 tot 400 meter boven zeeniveau.

## Beschermingsstatus
Door de internationale natuurbeschermingsorganisatie IUCN is de beschermingsstatus 'bedreigd' toegewezen (Endangered of EN).